# Woolsey
Woolsey è un comune degli Stati Uniti d'America, situato nello Stato della Georgia, nella contea di Fayette.